# Таганская площадь
Тага́нская пло́щадь — площадь на Садовом кольце, центр одноимённого Таганского района Центрального административного округа города Москвы. Образована в 1963 году слиянием ранее обособленных Верхней и Нижней Таганский площадей, соединённых Таганским проездом (в XIX веке — улица Таганский Рынок). Верхняя и Нижняя Таганские площади носили эти названия с XVIII века, исключая период 1918—1922 годов, когда Верхняя Таганская площадь называлась Октябрьской. Просторечное имя Таганка применяется как к самой площади, так и к прилегающему району в целом (в прошлом — Заяузье).
Площадь соединяет улицу Земляной Вал с Большим Краснохолмским мостом. На неё выходят: с внутренней стороны Верхняя и Нижняя Радищевская улицы, Гончарная улица, Гончарный проезд; с внешней улица Александра Солженицына, Таганская, Марксистская, Воронцовская, Народная улицы и улица Большие Каменщики.

## Происхождение названия
От Таганских ворот Земляного города (конец XVI века), названных по находившейся здесь Таганной слободе. Таганы — подставки для котла или иной посуды, позволяющие готовить пищу на открытом огне и использовавшиеся войсками в походах. По мнению Э. М. Мурзаева улица и площадь именами своими связаны с диалектным географическим (но не русским) термином таган — через название Таганского холма, на котором они и находятся (тюркское слово таган восходит к греческому теганон — сковорода с ручкой).

## История

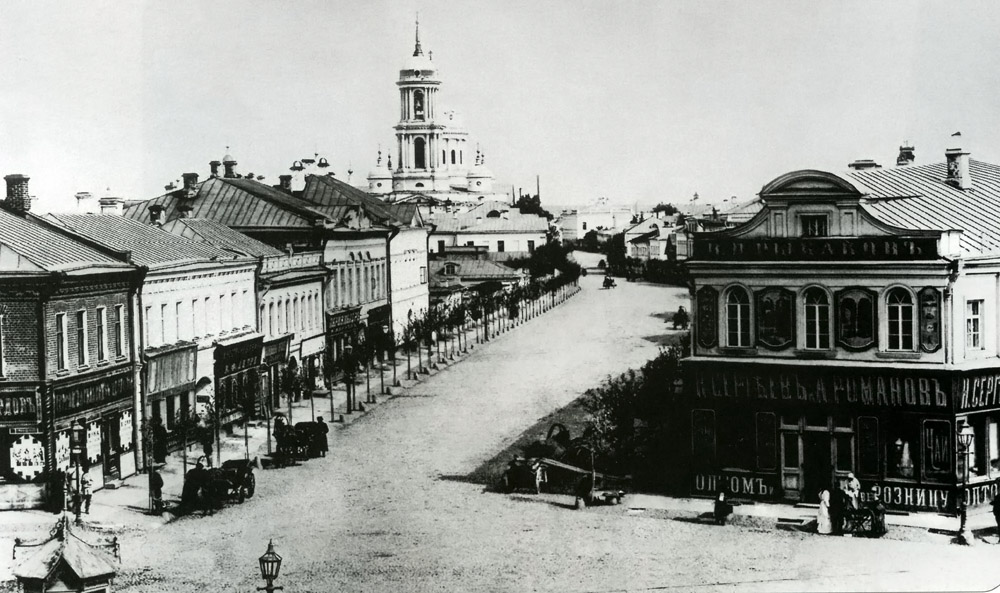
Вид на площадь и Большую Алексеевскую улицу (ныне улица Александра Солженицына), 1888 год

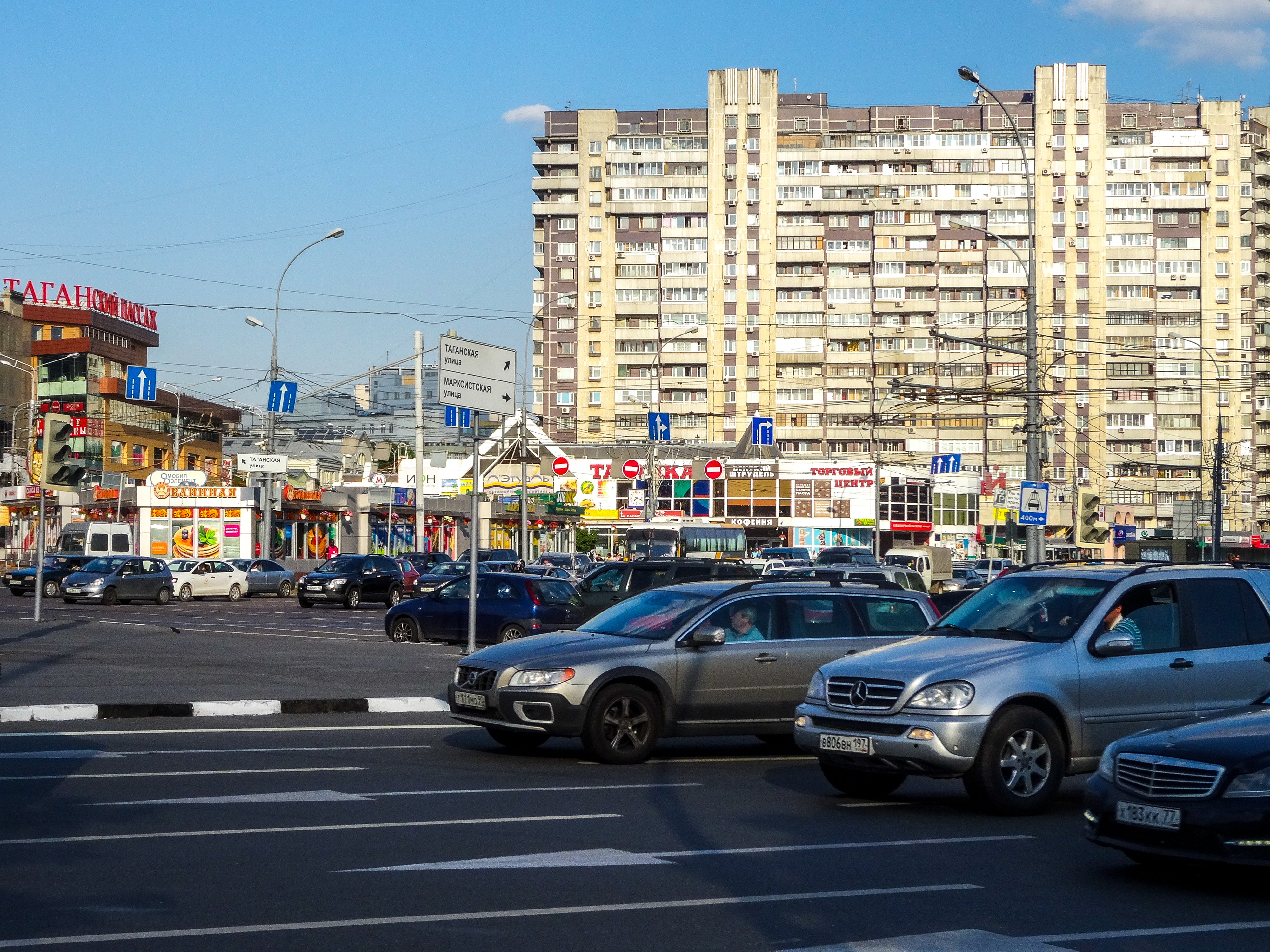
Вид на Таганскую площадь. Ларьки около входа на станцию метро «Марксистская» ещё не снесены. Июль 2014

Таганная, Гончарная и Котельническая слободы возникли за Яузой в XV—XVI веках, когда эти огнеопасные производства были выведены из центра города — в тогда ещё чистое поле. После постройки укреплений Земляного города за Таганскими воротами возник рынок, процветавший благодаря тогдашнему налоговому режиму: проезд торговых возов внутрь Земляного города облагался пошлиной, поэтому торговля концентрировалась непосредственно за воротами. В 1742 году власти запретили торговлю с возов на городских улицах, ещё более упрочив положение Таганского рынка. Тогда же, в 1735 году, по санитарным соображениям были закрыты бойни в начале Воронцовской улицы.
После пожара 1773 года площадь была перепланирована и разделена торговыми рядами на две — Верхнюю (на стрелке нынешних Таганских и Марксистской улиц) и Нижнюю (по линии Гончарной улицы и Больших Каменщиков). Эта планировка сохранялась вплоть до слома 1963 года. После пожара 1812 года на месте уничтоженных огнём лавок по проекту О. И. Бове были выстроены каменные торговые ряды, просуществовавшие полтора века. В 1820-е годы был срыт сам Земляной Вал, а на его месте разбито Садовое кольцо, однако именно в районе Таганки садов и бульваров на нём не было. Массовое строительство доходных домов в конце XIX — начале XX века обошло Таганку стороной. Были выстроены лишь два крупных дома на Народной улице, а в целом площадь оставалась двухэтажной.
В 1918 году Верхняя Таганская площадь была переименована в Октябрьскую; «совершенно случайно» в Москве появилась и вторая Октябрьская площадь (нынешняя Калужская площадь). Поэтому при массовом переименовании улиц в 1922 году Таганке вернули историческое название, а бывшая Калужская оставалась Октябрьской вплоть до 1990-х годов.
Генеральный план реконструкции Москвы (1935) предусматривал полный снос существовавшей застройки и прокладку туннеля примерно там же, где сейчас располагается Таганский туннель. Внутри кольца, к северу от Гончарной улицы, предполагалось расчистить обширную треугольную площадь, северная граница которой проходила бы по трассе Таганской улицы. Нынешние Радищевские и Воронцовская улица становились бы внутриквартальными проездами. Из этого плана застройки был реализован только дом № 36—38 по Гончарной улице и постройка нового Большого Краснохолмского моста. При этом трасса Садового кольца сместилась к северу, Народная улица стала второстепенным проездом, и были снесены кварталы между площадью и рекой (в том числе трёхшатровый храм Воскресения в Гончарах середины XVII века).
Следующий этап реконструкции был проведён в 1960-е годы, когда на Садовом кольце всё-таки были построены Таганский туннель и Ульяновская эстакада к северу от него. Жертвой дорожного строительства пали торговые ряды работы Бове и кварталы по внешней стороне Земляного Вала. Застройка площади в послевоенный период была хаотичной и неорганизованной: внутри кольца возник красный куб Театра на Таганке, вне его — панельная застройка на стрелке Таганской и Марксистской улиц. Ни один проект комплексной застройки Таганки реализован не был. В 2000-е годы проведена реконструкция зданий по периметру площади, не изменившая в целом характер её застройки.

## Примечательные здания
- Земляной Вал, 76 — Театр на Таганке.
- Нижний Таганский тупик, 3 — Музей В. С. Высоцкого.
- Верхняя Радищевская, 20 — Храм Николая Чудотворца на Болвановке, XVII век, перестроена О. Д. Старцевым в начале XVIII века.
- Гончарная, 29/7 — Храм Успения Пресвятой Богородицы в Гончарах (1654), придел (1702), колокольня (1790).
- Таганская площадь, 88, строение 1  памятник архитектуры (региональный)[4] — городская усадьба В. Ф. Колесникова — Саргиных — М. Е. Шапатиной, конец XVIII — начало XX века. Городская усадьба Василия Колесникова известна с конца XVIII века. До 1850-х годов ею владел сын Колесникова Андрей Васильевич, московский купец. Затем большой участок с главным домом и лавками перешел в собственность бронницкого купца Михаила Саргина. В 1910-х годах  хозяйкой дома стала Мария Евлампиевна Шапатина[5]. В 2005 году главный усадебный дом — образец классицизма — был куплен некоей А.И. Зарицкой, которая до неузнаваемости изменила фасад, выходящий на Таганскую площадь, надстроила мансарду с уродливой гофрированной кровлей и пристроила со стороны двора многоэтажный офисный блок. Памятник был приведен в аварийное состояние. Уродование дома на одной из центральных городских площадей происходило в открытую и не было своевременно пресечено властями[6]. Только в июле 2007 года инспекция Москомнаследия обнаружила грубые нарушения в использовании здания, по факту нанесения ущерба объекту культурного наследия было возбуждено уголовное дело[7]. В июне 2008 года Мосгорсуд удовлетворил иск Москомнаследия об изъятии дома у недобросовестного частного собственника[8]. В 2009 году на средства города была снесена незаконная пристройка к памятнику. В ноябре 2011 года Мосгорнаследие утвердило предмет охраны памятника[9]. В 2012 году усадьба была выставлена на торги по программе "Рубль за метр"[10] и за 19 млн. рублей приобретена ООО «Во дворце», которое 11 июля 2012 года оформило на него охранное обязательство. Проект реставрации и приспособления памятника был согласован Мосгорнаследием 14 августа 2014 г., в начале осени 2015 года Мосгорнаследие выдало разрешение на проведение работ по реставрации и приспособлению[6]. В 2016 году  арендатор произвел следующие работы: усиление фундаментов и стен подвала, реставрацию первоначальных белокаменных сводов и сводов Монье в подвале, усиление и вычинку несущих стен, восстановление фронтона главного фасада, конструкций и покрытий крыши, слуховых окон, закладку пробитых в 2007-2008 гг. окон на фасадах, усиление и ремонт межэтажных перекрытий, реставрацию пилястрового портика, рустовки 1 этажа, белокаменного цоколя и межэтажного карниза, отделку главного фасада[11]. В мае 2017 был вынесен на общественное обсуждение акт государственной историко-культурной экспертизы научно-проектной документации на проведение работ по сохранению объекта культурного наследия[12]. В ноябре 2017 года  реставрация памятника полностью завершена.[13]

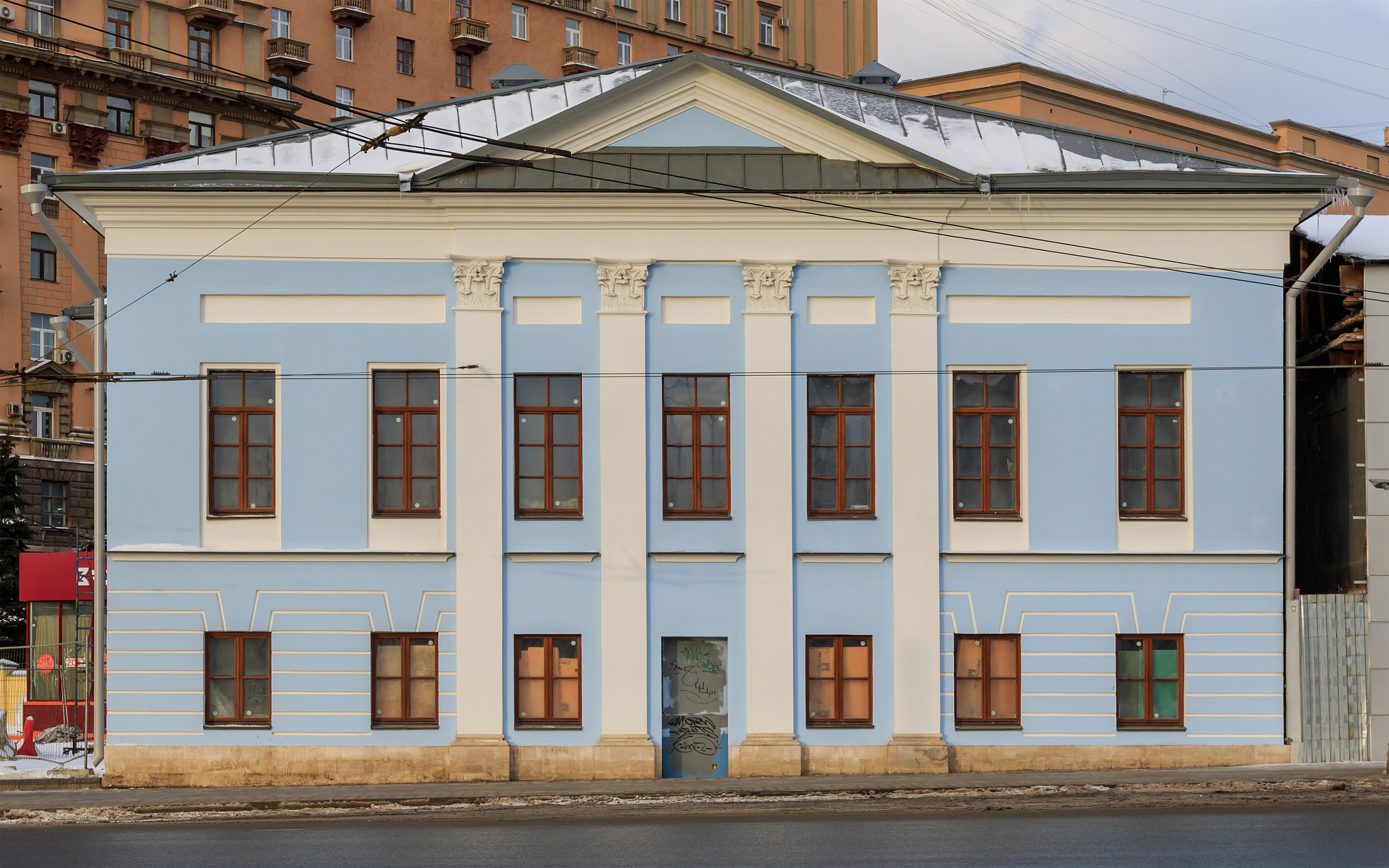
Таганская площадь, 88

## Таганка в литературе
Особый пласт культуры (см., например, Таганка (песня)) связан с Таганской тюрьмой, располагавшейся к юго-востоку от площади, на улице Малые Каменщики, 6. Тюрьма снесена в 1950-е годы.

## Общественный транспорт
- Станции метро  Таганская,  Таганская,  Марксистская.
- Через площадь проходят автобусы:
  - Б, м7, с755, с856, т27, т63, е70, 51, 74, 766, н5, н7, н13.